# Feleki Klára
Feleki Klára (Feleki Kovács Klára, Asztalos Mártonné) (Arad/Hajdúszoboszló, 1906. október 22. – Budapest, 1969. január 13.) színésznő, újságíró, műfordító.

## Életpályája
1923-ban színészi pályára lépett; rövid ideig Szegeden, Pécsen, Debrecenben, Budapesten szerepelt, majd újságíró lett. 1946-ban a Nemzeti Segély, majd az Asszonyok című újság újságírója volt. 1947-ben a Friss Újság belső munkatársa lett. 1948-ban fordításában jelent meg James Gow-Usseau: Mélyek a gyökerek című színműve, és R. Chandler: A kicsi nővér is. 1951-ben a Magyar Rádiónál dolgozott. 1962-ig szerkesztette a Könyv, Muzsika, Színház és a Lányok, Asszonyok című műsort.
Szavalni tanított és filléres regényeket írt. A Ponyvasátor, avagy így írunk mi (Budapest, 1941) című szatirikus regényét betiltották. Temetése a Farkasréti temetőben történt. Sírját felszámolták.

## Művei
- Ponyvasátor, avagy igy írunk mi (szatírikus regény, Budapest, 1941)[7]
- Perzselő nyár (Budapest, 1943)
- A pokol virága (Budapest, 1943)
- Idegen szerelem (Budapest, 1943)
- A negyvenéves asszony (Budapest, 1943)
- Az özvegy menyasszony (Budapest, 1944)